# Kryptex
Ordet kryptex (fra engelsk cryptex) er en nydannelse dannet af forfatteren Dan Brown til hans novelle Da Vinci Mysteriet fra 2003. Et kryptex er i bogen en cylinder med nogle skiver på, der kan drejes. På skiverne er der tal eller bogstaver, som skal danne en foruddefineret kode, for at brugeren kan åbne kryptexet. Kryptexen kan anvendes til at opbevare eller overbringe en besked sikkert.
Såfremt det forsøges åbnet med magt, knuses en beholder indeholdende eddike eller et andet materiale, der ødelægger beskeden eller andet indholdet.